# Morti nel 993
| Questa pagina contiene informazioni ricavate automaticamente dalle voci biografiche con l'ausilio del template Bio e di un bot. L'aggiornamento è periodico e automatico e ricostruisce completamente la pagina. Se manca una persona in questa lista, sei pregato di non aggiungerla, ma accertati piuttosto che la sua voce biografica contenga il template Bio e che i dati anagrafici siano correttamente compilati. Se il template Bio manca, inseriscilo tu stesso o, in alternativa, metti l'avviso {{tmp\|Bio}} che ne segnala la mancanza. Se i dati riportati sono sbagliati, correggi direttamente la voce biografica; le modifiche saranno visibili in questa lista entro pochi giorni. Per chiarimenti vedi il progetto biografie. La lista contiene solo le 9 persone che sono citate nell'enciclopedia e per le quali è stato implementato correttamente il template Bio. Pagina aggiornata al 13 gen 2025. |

- 13 marzo - Odo I, nobile tedesco
- 18 settembre - Arnolfo d'Olanda, conte
- 30 settembre - Borrell II di Barcellona, conte
- 19 ottobre - Corrado III di Borgogna, sovrano (n. 925)
- 8 dicembre - Egberto di Treviri, arcivescovo tedesco
- Abramo di Frisinga, vescovo
- Aupaldo, vescovo italiano
- Guglielmo I di Provenza, conte
- Landenolfo II di Capua, principe